# Naenia typica
Naenia typica là một loài bướm đêm trong họ Noctuidae.

## Hình ảnh

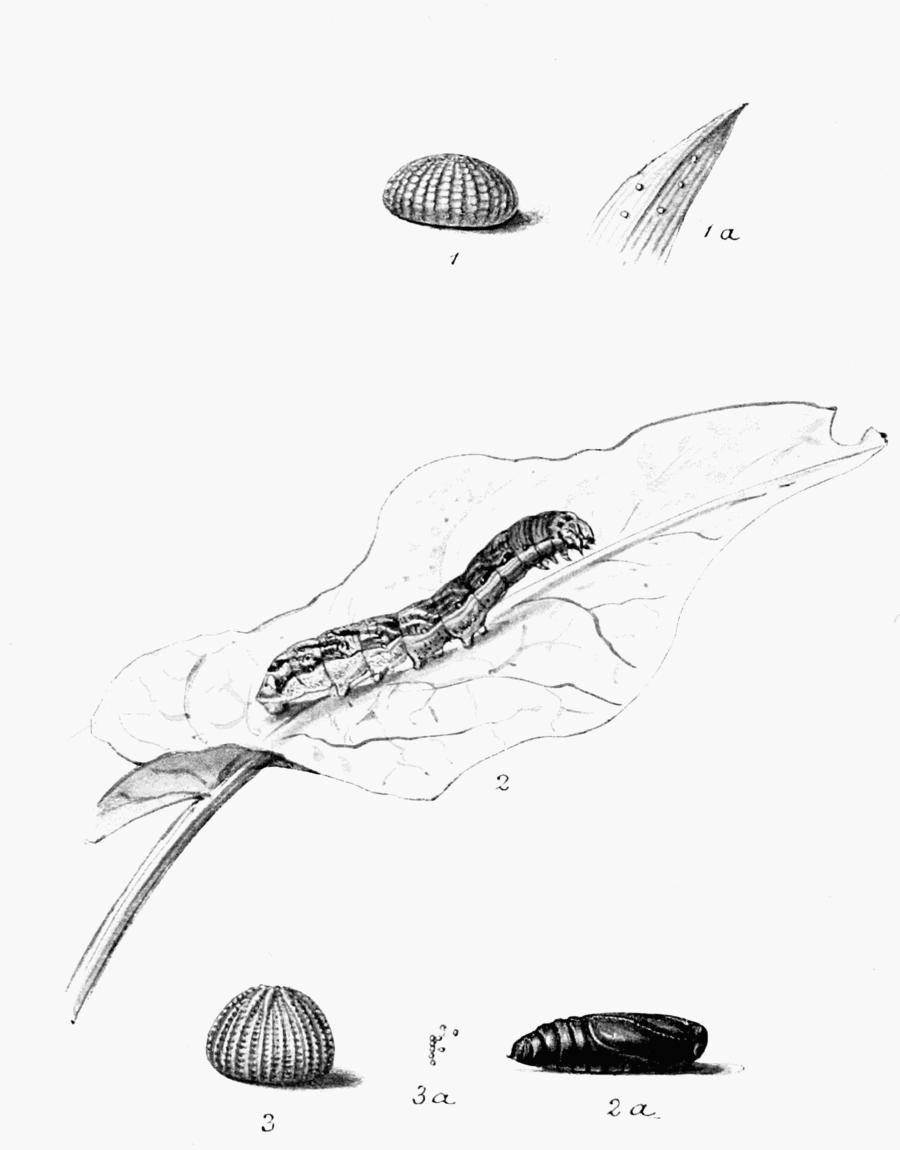
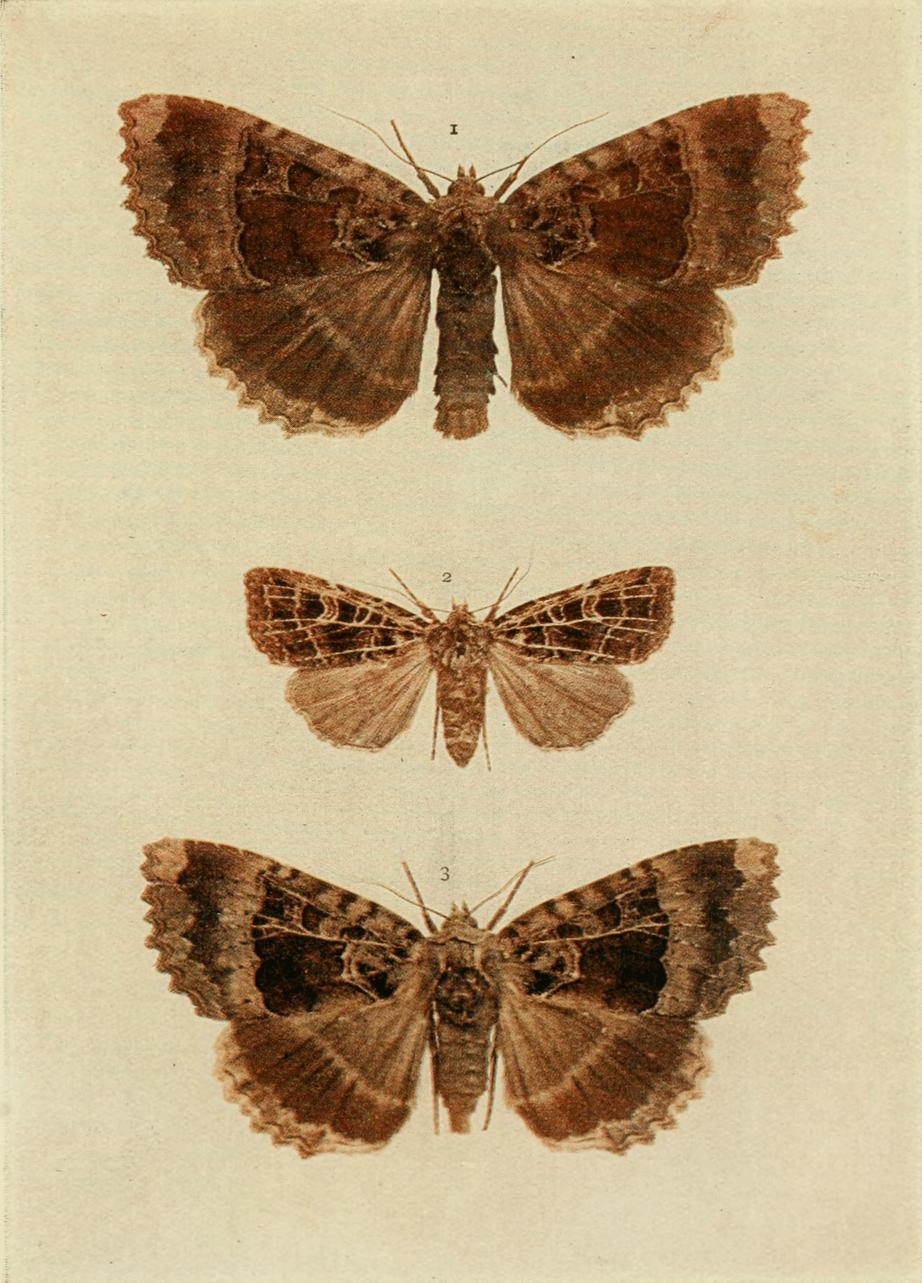
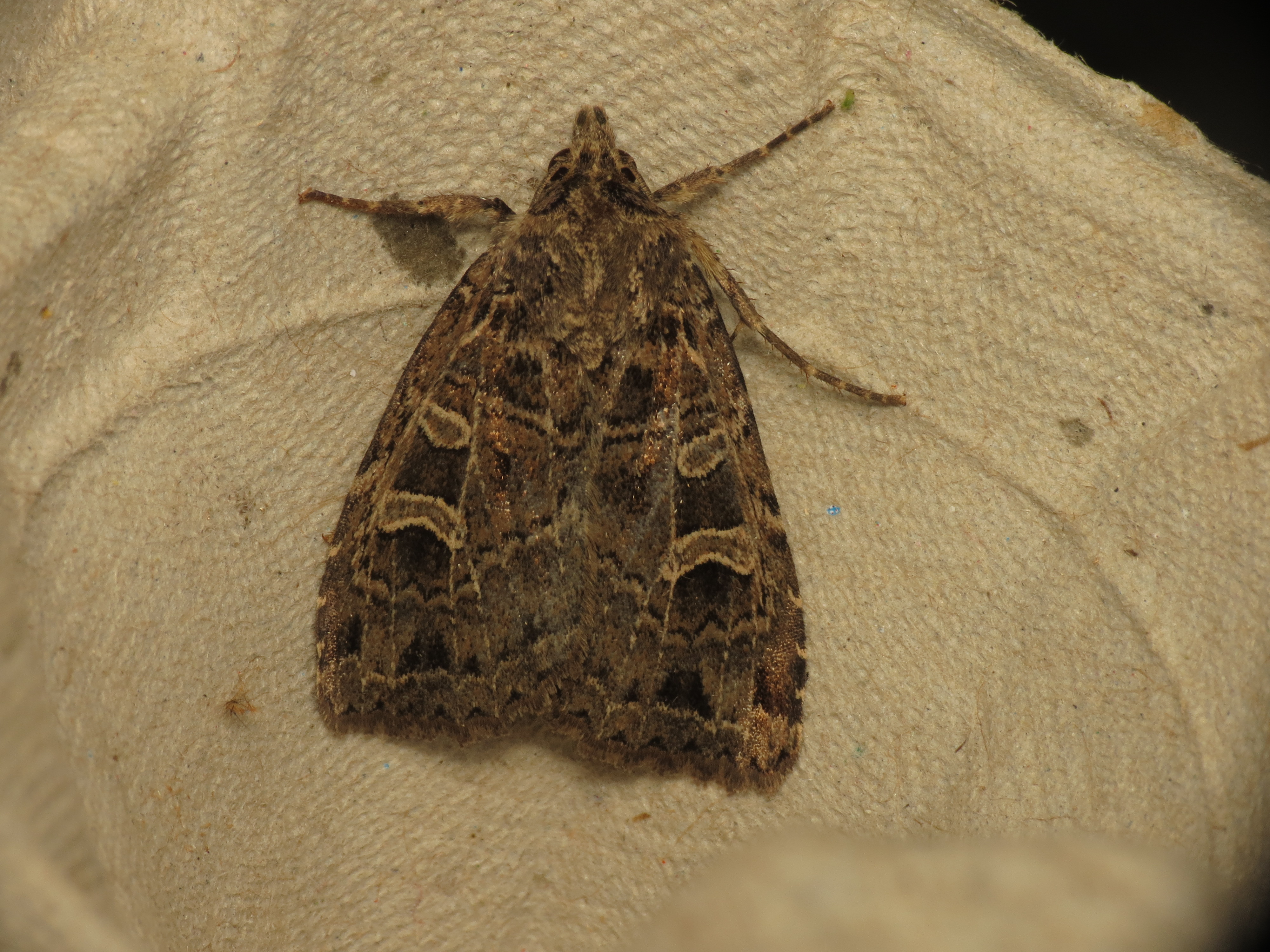
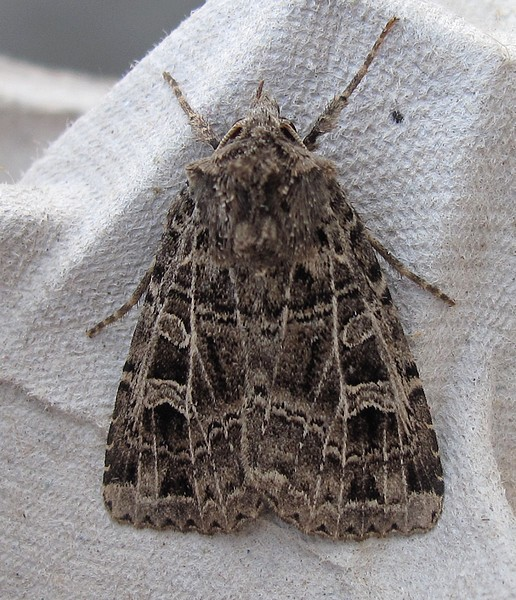